# Adolesches
Adolesches là một chi bọ cánh cứng trong họ 
Elateridae.
Chi này được miêu tả khoa học năm 1882 bởi Candèze.

## Các loài
Các loài trong chi này gồm:
- Adolesches crinita Candèze, 1881
- Adolesches crinitus Candèze, 1882